# Německý Chloumek
Německý Chloumek (německy Deutsch Kilmes) je malá vesnice, část města Bochov v okrese Karlovy Vary v Karlovarském kraji. Nachází se čtyři kilometry západně od Bochova. Německý Chloumek je také název katastrálního území o rozloze 4,36 km².
Vesnicí protéká potok Chloumecká strouha a prochází zde silnice II/208. Široké okolí tvoří rozsáhlá pole; na západě se nalézají dva rybníky (Malý a Velký Modrý rybník).

## Historie
První písemná zmínka o vesnici pochází z roku 1536.

## Obyvatelstvo
Při sčítání lidu v roce 1921 zde žilo 256 obyvatel (z toho 125 mužů) německé národnosti, kteří se kromě jednoho evangelíka hlásili k římskokatolické církvi. Podle sčítání lidu z roku 1930 měla vesnice 226 obyvatel: dva Čechoslováky a 224 Němců. Až na jednoho evangelíka byli římskými katolíky.
|                                                                  | 1869 | 1880 | 1890 | 1900 | 1910 | 1921 | 1930 | 1950 | 1961 | 1970 | 1980 | 1991 | 2001 | 2011 | 2021 |
| ---------------------------------------------------------------- | ---- | ---- | ---- | ---- | ---- | ---- | ---- | ---- | ---- | ---- | ---- | ---- | ---- | ---- | ---- |
| Obyvatelé                                                        | 271  | 283  | 279  | 282  | 268  | 256  | 226  | 73   | 41   | 27   | 8    | 17   | 16   | 27   | 22   |
| Domy                                                             | 41   | 46   | 47   | 46   | 47   | 47   | 51   | 26   | —    | 8    | 3    | 4    | 5    | 6    | 8    |
| Počet domů z roku 1961 je zahrnut v domech místní části Javorná. |      |      |      |      |      |      |      |      |      |      |      |      |      |      |      |

## Obecní správa
Při sčítání lidu v letech 1869–1950 Německý Chloumek byl samostatnou obcí, se kterým patřil nejprve do okresu Žlutice, ale v roce 1950 v okrese Toužim. V letech 1961–1975 byl častí obce Javorná v okrese Karlovy Vary. Od 1. ledna 1976 je částí města Bochov v okrese Karlovy Vary.

## Další fotografie

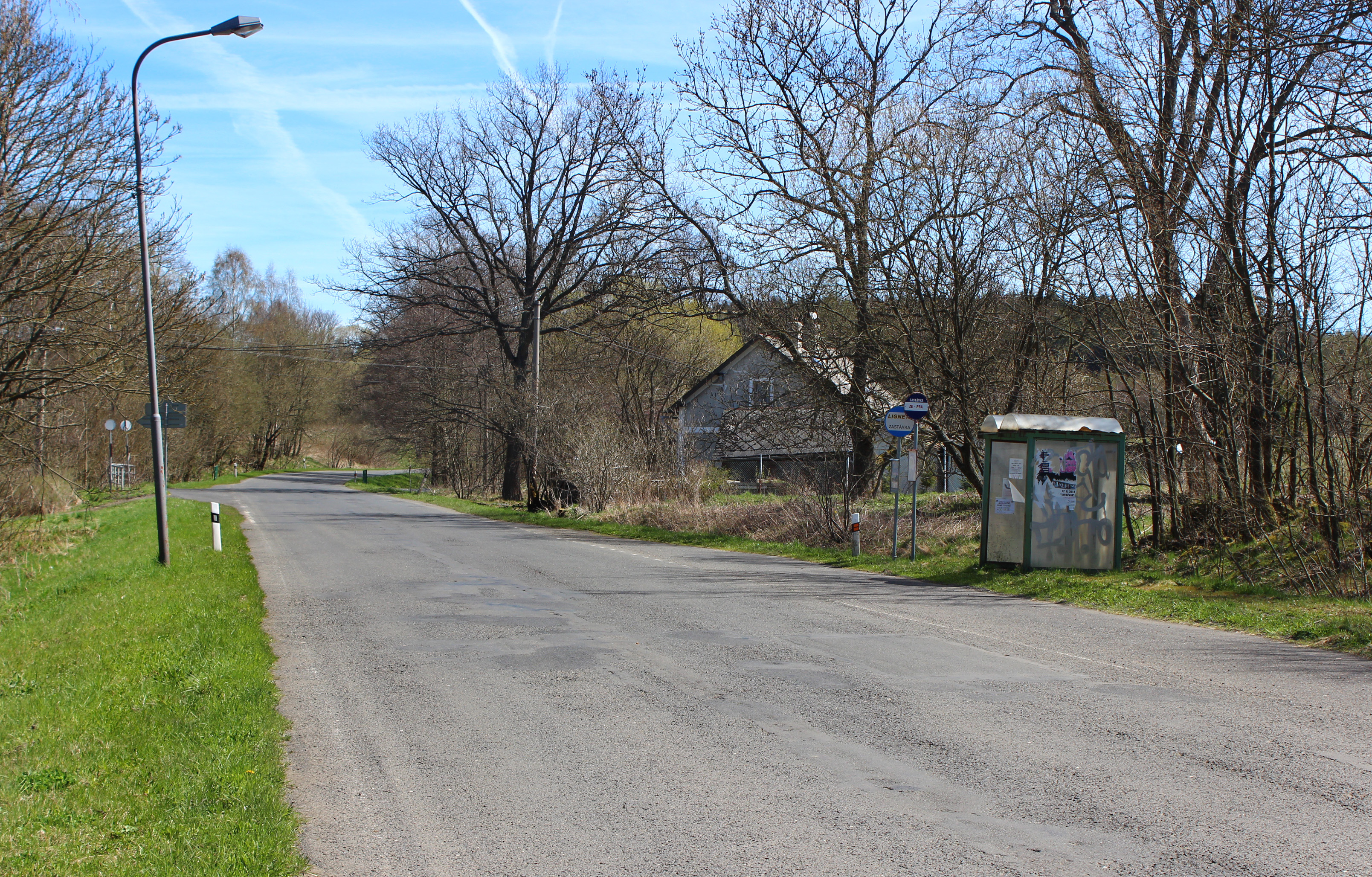
Vsí prochází silnice II/208
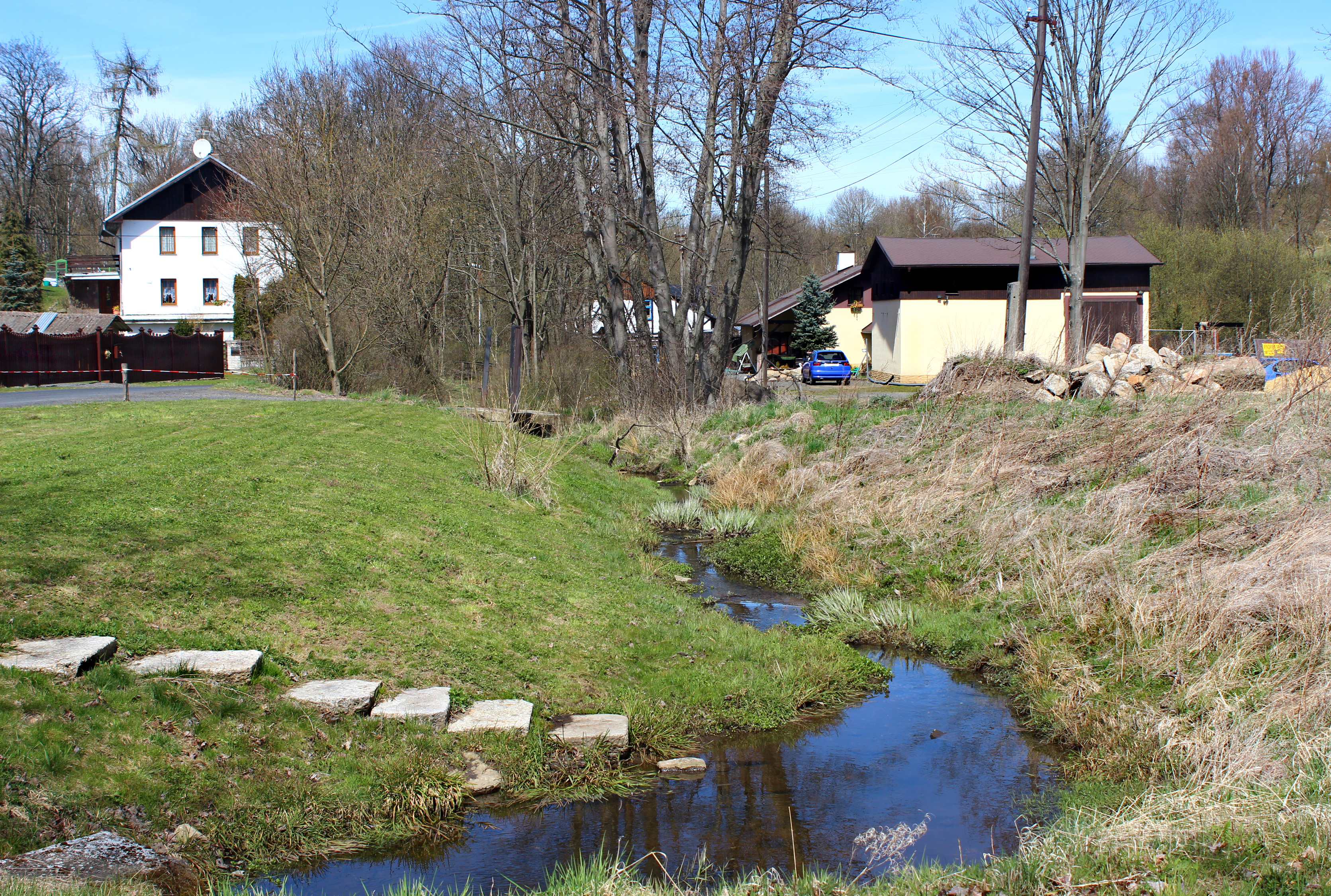
Chloumecká strouha